# Ostwind

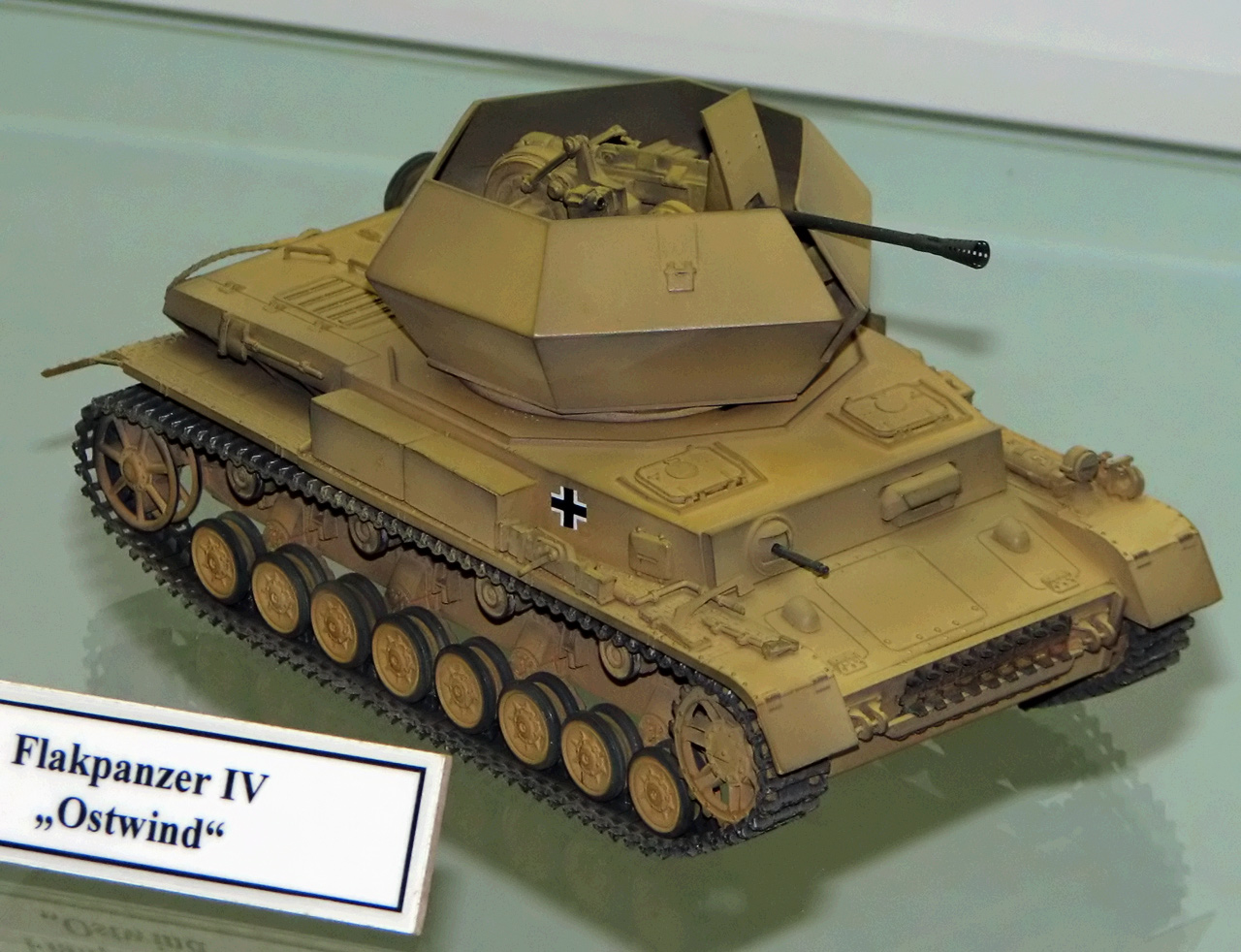
Model van een Ostwind

De Flakpanzer IV Ostwind I was een Duits pantservoertuig uit de Tweede Wereldoorlog, een luchtafweertank met een 37mm-kanon.
In juli 1944 kwam het eerste weekstalen prototype gereed van een verbeterde versie van de Wirbelwind, met een krachtiger bewapening: een FlaK 43 3,7 cm. Dit kanon kon ongeveer tien 37mm-granaten per twintig tot dertig seconden afvuren. De geschutskoepel, gebouwd door Deutschen Röhrenwerke, was open zodat de geschutbemanning van vier de vliegtuigen van veraf konden zien. Deze toren had de codenaam Keksdose ofwel beschuitblik. De bepantsering was 25 millimeter. Het nadeel was dat de vliegtuigen hen zo konden neerschieten: luchtafweertanks waren een favoriet doel van jagers. Er was een munitievoorraad van 1000 schoten.
Op 27 juli was de eerste zeer korte schietproef: men had haast en de goedkeuring was eigenlijk al zeker. Het prototype had zijn vuurdoop eind september aan het westfront en werd midden november aan Adolf Hitler voorgesteld. Op 16 augustus 1944 werd door de Inspektion der Panzertruppe een bestelling gedaan voor — of misschien kan men beter spreken van een bevel tot de bouw van — honderd serievoertuigen, door het Heereswaffenamt bekrachtigd op 6 september. Deze werd gebouwd op onderstellen van beschadigde Panzerkampfwagen IV's. In feite zijn er zo maar 36 omgebouwd vanaf december 1944 waarvan 28 in de noodfabriek te Teplitz; bij de laatste productie in maart 1945 gebruikte men zeven nieuwe chassis voor een totaal van 43. De voertuigen dienden in het luchtafweerpeloton van het pantserregiment van de pantserdivisie.

## Varianten
De Inspektion der Artillerie eiste dat niet alleen de tanktroepen maar ook haar Sturmgeschütz III-eenheden een betere luchtafweer zouden krijgen. Daarom moest er een luchtafweertank op het onderstel van de Panzerkampfwagen III gebouwd worden. In oktober 1944 stuurde men een delegatie naar de Deutsche Eisenwerke AG te Duisburg om prototypes te bekijken. Op 3 januari 1945 beval het Heereswaffenamt aan Deutschen Röhrenwerke om een koepel te leveren. De artillerie bestelde negentig voertuigen. Het prototype van de Flakpanzer Ostwind auf Panzerkampfwagen III-Fahrgestell mit 3,7 cm Flak 43 für die Sturmartillerie stond midden maart 1945 klaar om in elkaar gezet te worden maar de Panzer-Kommission verbood dit toen met een beroep op een richtlijn van Albert Speer die gebood alle nog resterende productiecapaciteit te gebruiken voor bestaande typen. De Artillerie vroeg toen op 17 maart of niet toch achttien torens, tenslotte al gebouwd, vrijgegeven konden worden; verder hoopte men op een maandelijkse productie van twaalf van de overige 72 stuks. Op 11 april kon het Inspectoraat van de Pantsertroepen antwoorden dat het vraagstuk zichzelf al had opgelost: het Ruhrgebied was al afgesneden.
Er was ook nog een Ostwind II met een dubbelkanon waar Hitler in oktober 1943 speciaal om verzocht had; in januari 1945 werd het prototype afgeleverd bij de Panzerflak-Ersatz und Ausbildungsabteilung Ohrsdurf/Thühringen; tot productie is het nooit gekomen. Het was ontwikkeld door Ostbau Sagan en bewapend met de 3,7 cm Flakzwilling 44. Bij de affuit, geleverd door Gustloff-Werke te Suhl, lagen de kanonslopen dertig centimeter van elkaar. Het was de krachtigste luchtafweertank van de Tweede Wereldoorlog.